# Stuguns dämningsområde
Stuguns dämningsområde är ett vattenmagasin i Indalsälven vid Stugun i Ragunda kommun i Jämtland och ingår i Indalsälvens huvudavrinningsområde. Sjön har en area på 8,99 kvadratkilometer och ligger 212,7 meter över havet.

## Delavrinningsområde
Stuguns dämningsområde ingår i det delavrinningsområde (700925-148244) som SMHI kallar för Utloppet av Stuguns Dämningsområde. Medelhöjden är 213 meter över havet och ytan är 8,99 kvadratkilometer. Räknas de 1821 avrinningsområdena uppströms in blir den ackumulerade arean 19 739,39 kvadratkilometer. Avrinningsområdets utflöde Indalsälven mynnar i havet. Avrinningsområdet har 8,49 kvadratkilometer vattenytor vilket ger det en sjöprocent på 94,4 procent.